# Logotheorie
Der Begriff Logotheorie bezeichnet die weltanschaulichen Grundlagen der von dem Wiener Neurologen Viktor Emil Frankl begründeten Logotherapie. Die Logotheorie bietet als philosophischer Unterbau der Logotherapie vor allem die anthropologischen Grundlagen, die sich in der Therapie und ihren Methoden auswirken.

## Menschenbild der Logotherapie
Das Menschenbild der Logotherapie, als ihre philosophisch-theoretische Grundlage (Logotheorie), ist maßgeblich von der Lehre Max Schelers (1874–1928) bestimmt. Frankl hat sich intensiv vor allem mit dem Werk „Formalismus in der Ethik und die materiale Wertethik“ beschäftigt. 
Den Menschen sieht Frankl, platonisch-aristotelisch beeinflusst, als Einheit von Leib, Psyche, Geist. Nicht-platonisch, sondern jüdisch-christlicher Herkunft ist die positive Betonung des Leibes (und ebenso des Leidens). Der Mensch ist immer zugleich leiblich, psychisch, geistig. Er lässt sich nicht auf einen dieser Aspekte reduzieren (siehe Reduktionismus). Als leibliches Wesen, als Wesen, das einen Leib hat, geht es dem Menschen um dessen Erhaltung. Zu dieser bedarf es der Ernährung und des achtsamen Umgangs mit seinem Körper (Bewegung, Gesundheit usf.). Auch die Sexualität gehört für Frankl in diese Dimension. Als Wesen, das eine Psyche hat, sucht der Mensch Zustände zu erreichen, die ihm Wohlbefinden versprechen; hier richtet sich sein Wille darauf, Erfahrungen gelingenden Lebens zu machen. Als ein Wesen, das geistig ist bzw. von einem Nous bestimmt, in seiner psycho-physischen Dimension von dem Geistigen durchdrungen wird, geht es dem Menschen um Motive, die das Leben gleichsam umgreifen: Sinn und Wert des Lebens, Glaube, Liebe, Freiheit und Verantwortung werden hier gewonnen und gewinnen von hier Einfluss auf das Psychophysikum. 
Für Frankl ist der Mensch also mehr als ein „Seelenapparat“ (Sigmund Freud) und mehr als ein nach Macht strebendes Wesen (Alfred Adler). Die geistige Dimension vervollständigt die für ihn mangelhafte Sicht des Menschen, die Frankl seiner Zeit bei der Psychoanalyse und der Individualpsychologie angetroffen hatte.